# Triaenodes silvanus
Triaenodes silvanus là một loài Trichoptera trong họ Leptoceridae. Chúng phân bố ở miền Australasia.